# Vervoer in Suriname

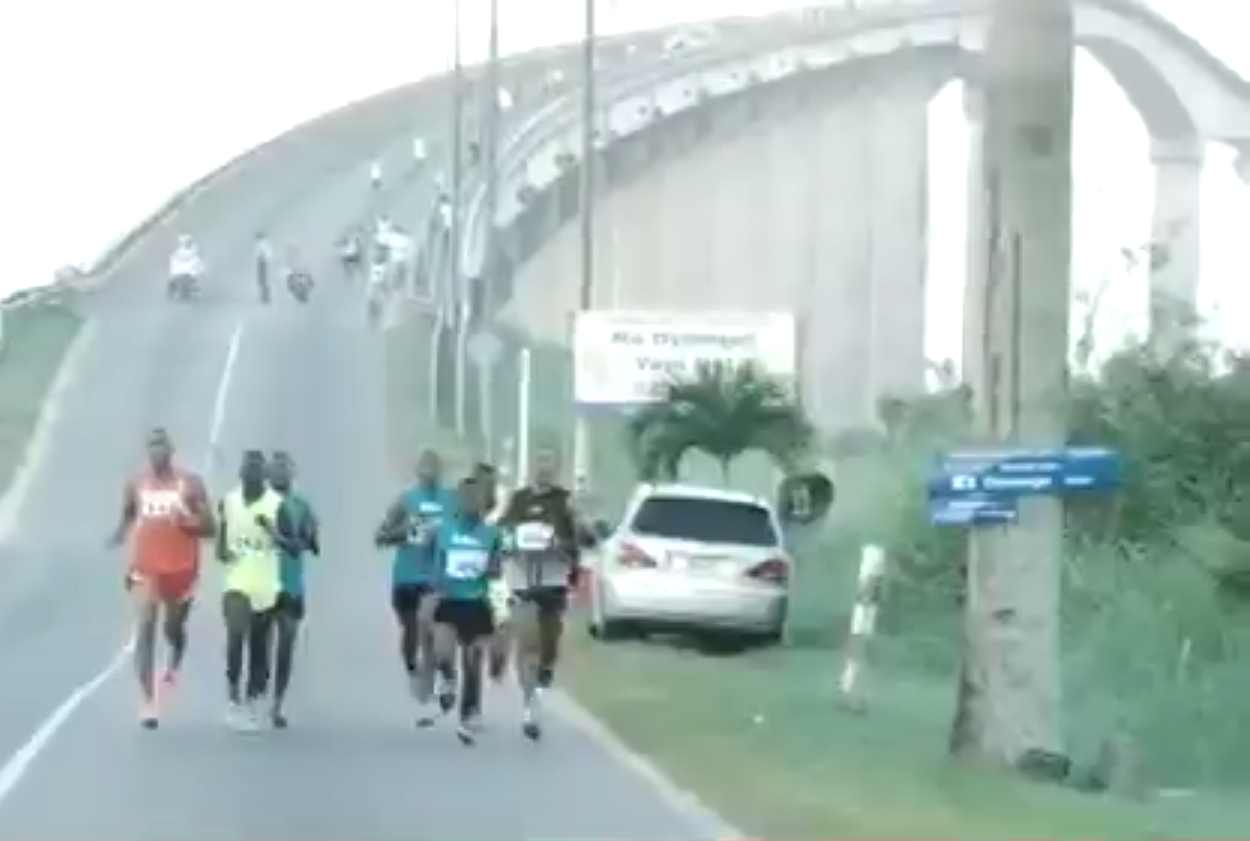
Bigi Broki Waka over de Jules Wijdenboschbrug

Er zijn verschillende vormen van vervoer in Suriname. Er zijn vijf autowegen ('highways') en er wordt links gereden. Ook vindt er veel vervoer over de waterwegen plaats met een bevaarbare lengte van 1200 kilometer. De nationale luchthaven Johan Adolf Pengel International Airport ligt ongeveer een half uur zuidelijk van Paramaribo.

## Wegen in Suriname
Een deel van de wegen is geasfalteerd, zoals in Paramaribo. De onverharde wegen zijn vaak rood (bauxiet) of geel (savannezand) van kleur. Onderzoek bij aanleg en vernieuwing van wegen wordt uitgevoerd door het Laboratorium voor Grondmechanica en Bouwmaterialen Onderzoek.
Per auto zijn grensovergangen met een veerboot mogelijk naar Frans-Guyana en Guyana. Voorafgaand zijn er checkpoints (roadblocks) die een belangrijk deel van de grenscontrole op zich nemen. Die zijn er onder meer bij Stolkertsijver (richting Frans-Guyana), Lelydorp (richting Binnenland) en Wageningen (richting Guyana).
In Suriname is het niet toegestaan om auto's te importeren die ouder dan acht jaar zijn. Sinds 2023 is het gedoogbeleid hieromtrent ook opgeheven. In 2013 berekende verzekeringsbedrijf Self Reliance dat 88% van alle aanrijdingen in Suriname in Paramaribo gebeuren. Door heel Suriname zijn verkeersdrempels en plateaus op straten aangebracht die de snelheid van het verkeer moeten afremmen. Deze zijn relatief hoog.
Het Surinaamse kenteken bestaat uit drie sets met letters en cijfers.
| verkeersdrempel |  | plateau met zebrapad |
| verkeersdrempel |  | plateau met zebrapad |

### Verkeersregels
Afwijkend van bijvoorbeeld Nederland en België wordt in Suriname links gereden, vergelijkbaar met Nederland tot de tijd van Napoleon, toen de overstap werd gemaakt naar rechts rijden. In Suriname bleef men niettemin links rijden. Dit betekent ook dat het verkeer op een rotonde in Suriname linksom gaat en links in plaats van rechts voorrang heeft. Personenauto's zijn in meerderheid van Toyota of andere Japanse merken (met het stuur rechts) en trucks van het merk DAF (tweedehands met het stuur links).
De maximumsnelheid is in het bebouwde kom meestal 50 kilometer per uur en erbuiten vaak 80 tot 100. Verkeersborden geven in principe de maximumsnelheden aan.

### Highways

Hoofdwegen in Suriname

Autowegen worden in Suriname 'highways' genoemd. De maximumsnelheid is in het algemeen 90 kilometer per uur. Er zijn de volgende highways:
- Noordelijke Oost-Westverbinding, van Albina via Paramaribo naar Nieuw-Nickerie en South Drain.
- Zuidelijke Oost-Westverbinding, van Paramaribo naar Apoera
  - Toegang via Indira Gandhiweg en John F. Kennedyweg
- Avobakaweg, van Paranam naar Afobaka
  - Toegang via Martin Luther Kingweg
  - Ghaama Agbagoweg[7] (voorzetting naar Pokigron)
- Desiré Delano Bouterse Highway, van de Avobakaweg naar de Indira Ghandiweg.

## Waterwegen

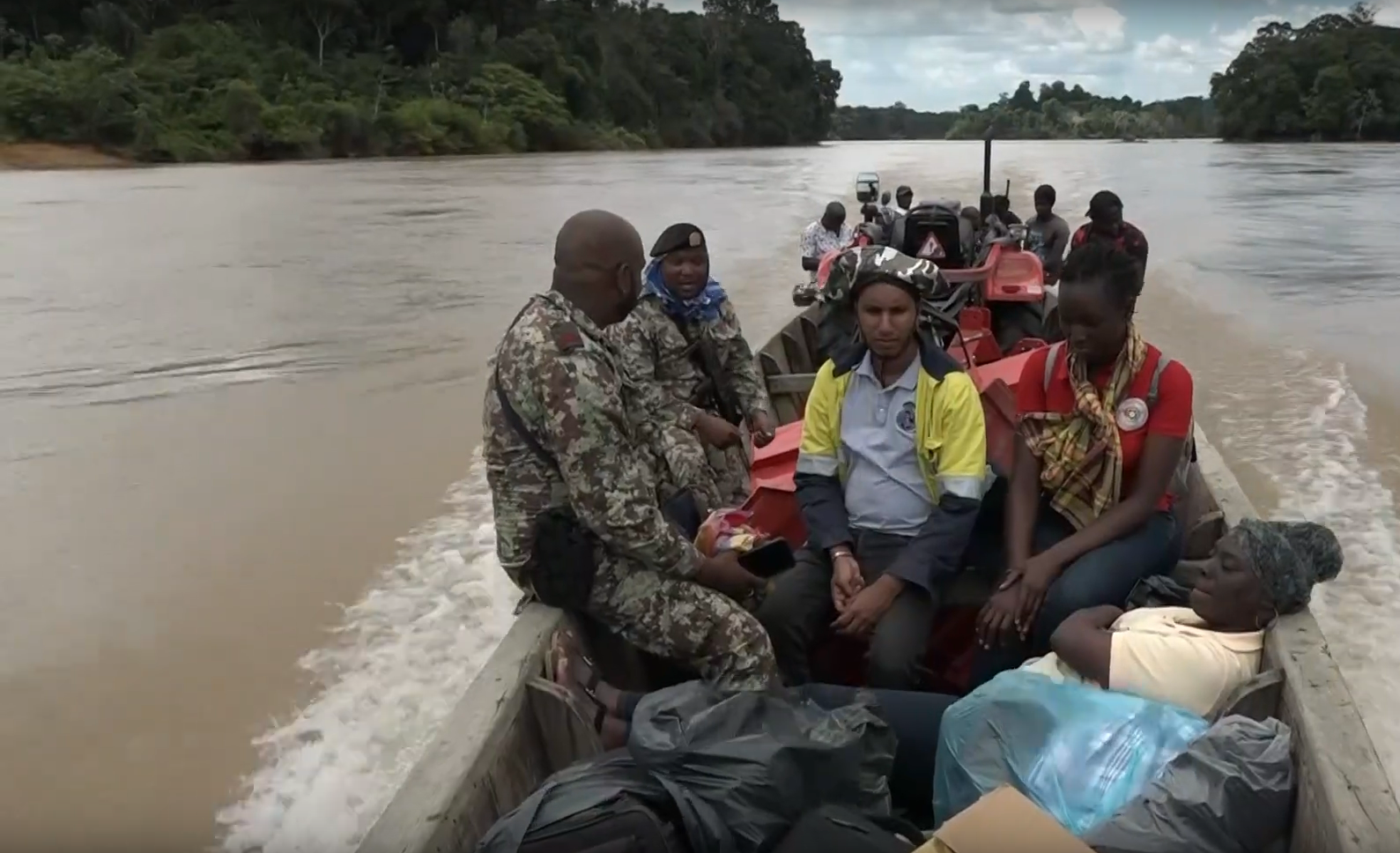
Vervoer over de rivier van personen en een tractor naar Atemsa, 2023

Suriname beschikt over circa 1200 km2 bevaarbaar oppervlaktewater. Er zijn de volgende havens:
- Albina, inclusief veerdienst
- Moengo
- Nickerie:
  - Southdrain
  - Backtrack
- Paramaribo:
  - Jules Sedney Haven (vracht)
  - Waterkant (oversteek)
- Paranam
- Wageningen

## Luchtvaart

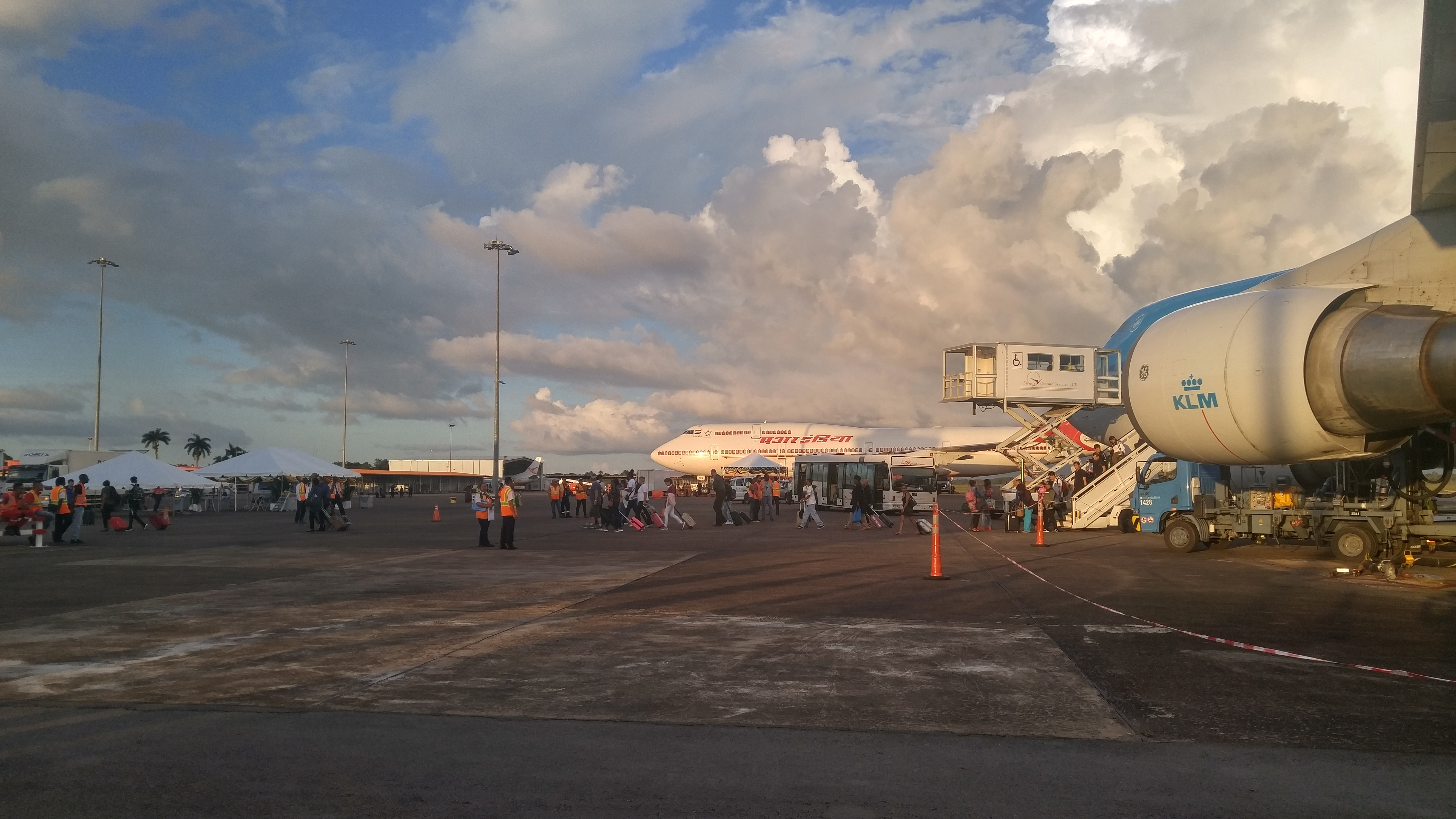
Uitstappende passagiers op JAP Airport

Suriname kent drie internationale luchthavens, te weten de JAP International Airport bij Zanderij, Zorg en Hoop Airport in Paramaribo en Majoor Henk Fernandes Airport in Nieuw-Nickerie. Daarnaast is er een groot aantal airstrips.
In 2024 kwam Suriname in overeenstemming met de Verenigde Staten om het Aerial Intercept Assistance Agreement (AIAA) te tekenen. Door deze samenwerking moet worden voorkomen dat vliegtuigen nog illegaal het land binnenkomen.

## Spoorwegen
Sinds 1987 zijn er in Suriname geen actieve treinverbindingen meer.
Er ligt in Suriname nog 166 kilometer aan spoor (stand 2014), afkomstig van de Landsspoorweg en de spoorlijn Bakhuisgebergte - Apoera die in de 20e eeuw werden.

## Personenvervoer
In Suriname rijden veel kleine bussen (grote vans). Paramaribo kent enkele busstations, waaronder bij de Centrale Markt en in het midden van de rijbanen van de Dr. Sophie Redmondstraat, met bussen van de Particuliere Lijnbushouders Organisatie (PLO) voor bestemmingen in de stad en enkele districten. De staatsbussen rijden naar de meeste districten en vertrekken vanaf de Heiligenweg/Knuffelsgracht (nabij de Waterkant).
In en rondom de binnenstad zijn er taxibedrijven op vrijwel elke hoek van de straat. De prijs varieert van (omgerekend) 2 tot 8 euro voor korte ritten tot ritten naar het eind van de stad. De meeste taxibedrijven rijden niet op een meter, op een enkel taxibedrijf na zoals Tourtonne's Taxi die rond 2016 het meterrijden invoerde.
Lijndiensten over het water bestaan uit de veerdiensten over de grensrivieren of de (over)tochten met korjalen, zowel aan de grens als over andere rivieren, evenals naar toeristenbestemmingen in het binnenland of naar school.
In 2019 richtte de stichting Wan Okasi een bedrijf op met vervoer op maat voor gehandicapten.
| Busstation aan de Dr. Sophie Redmondstraat |
| Busstation aan de Dr. Sophie Redmondstraat |

## Fietsen
In Suriname wordt vrijwel niet gefietst door de lokale bevolking. In Paramaribo zijn weinig fietspaden en op de stoepen staan vaak auto's geparkeerd. In het algemeen maakt al het verkeer daarom gebruik van hetzelfde wegdek. Er zijn diverse verhuurbedrijven van fietsen. De toename van het aantal fietsers in het land wordt vooral toegeschreven aan de komst van Nederlandse stagiaires en toeristen. Het aantal verkeersslachtoffers onder fietsers is laag ten opzichte van bromfietsers, wat verklaard wordt door hun geringe aanwezigheid.
In 2021 zijn de wegen met een fietspad: de oostelijke Oost-Westverbinding, Martin Luther Kingweg, Indira Gandhiweg,Saramaccastraat, Johan Adolf Pengelstraat, Van 't Hogerhuysstraat, Willem Campagnelaan, Coesewijnestraat, Weergevondenweg en de Nieuwe Charlesburgweg.
Een route die al in de 18e en 19e eeuw bestond is het plantagepad in het district Commewijne. Deze is in de eerste twee decennia van de 21e eeuw voor de helft onbegaanbaar. In een meerjarenplan rond 2020 wordt deze gerehabiliteerd. Het pad loopt langs Rust en Werk, Johan & Margaretha, Frederiksdorp, Mariënbosch, Kroonenburg, Mon Souci, Hecht en Sterk, Constantia, Bruinendaal en Alliance en Bakkie.